# Luís António de Lancastre Basto Barém
D. Luís António de Lancastre Basto Barém (Baharem, na ortografia setecentista; Lisboa, 23 de Junho de 1751 - Lisboa, 8 de Agosto de 1830), nobre e militar, atingiu o posto de tenente-coronel.

## Casamento e descendência
Contraiu matrimónio por duas vezes, sendo a primeira a 3 de Março de 1782 com D. Maria Rosa de Saldanha Rohan da Câmara, senhora do morgado de Cadafais, filha de José Pedro da Câmara, governador da Índia.
O segundo matrimónio foi a 15 Junho de 1820, sendo a noiva D. Francisca de Saldanha da Gama, nascida em 1802, filha dos 6º condes da Ponte e dama de honor da rainha D.Carlota Joaquina.
Do primeiro casamento teve uma filha (D. Mariana Antónia do Resgate de Saldanha Côrte-Real da Camara e Lancastre) que viria a ser a 3ª condessa da Lousã e do segundo matrimónio teve dois filhos e uma filha (Maria João de Lancastre), para além de um filho natural (D. Luís Vitorino de Basto Lancastre).
O primogénito (D. João José de Lancastre Basto Barém) veio a ser o 4º conde da Lousã e o segundo (D. António Manuel de Saldanha e Lancastre) o 1º conde e 1º visconde de Lancastre.
Para além do titulo de 2º conde da Lousã, tinha ainda os seguintes: senhor de Cernache dos Alhos, 11º morgado da Marinha, veador da rainha Carlota Joaquina, grã-cruz da Ordem de Cristo.